# Рід (Вале)
Рід (фр. Riddes) — громада  в Швейцарії в кантоні Вале, округ Мартіньї.

## Географія
Громада розташована на відстані близько 90 км на південь від Берна, 13 км на південний захід від Сьйона.
Рід має площу 23,9 км², з яких на 10,4% дозволяється будівництво (житлове та будівництво доріг), 31,5% використовуються в сільськогосподарських цілях, 37,7% зайнято лісами, 20,5% не є продуктивними (річки, льодовики або гори).

## Демографія
2019 року в громаді мешкало 3159 осіб (+17,9% порівняно з 2010 роком), іноземців було 29,8%. Густота населення становила 132 осіб/км².
За віковим діапазоном населення розподілялося таким чином: 20,8% — особи молодші 20 років, 59,4% — особи у віці 20—64 років, 19,8% — особи у віці 65 років та старші. Було 1348 помешкань (у середньому 2,3 особи в помешканні).
Із загальної кількості 1278 працюючих 116 було зайнятих в первинному секторі, 331 — в обробній промисловості, 831 — в галузі послуг.